# Castelnuovo Cilento

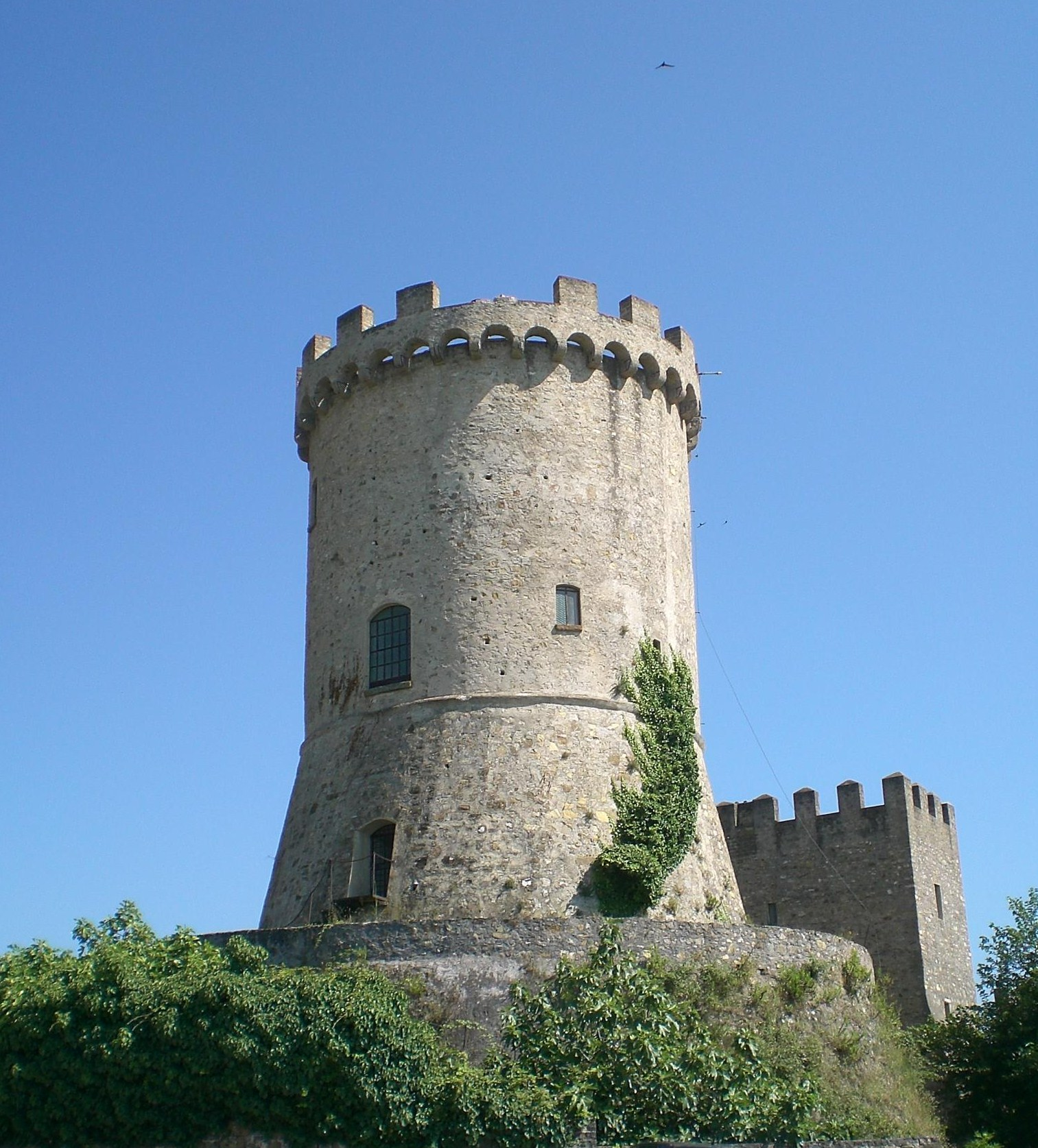
Turm von Castelnuovo Cilento

Castelnuovo Cilento ist eine italienische Gemeinde mit 2829 Einwohnern (Stand 31. Dezember 2023) in der Provinz Salerno in der Region Kampanien. Der Ort grenzt am Nationalparks Cilento und Vallo di Diano, und ist Teil der Comunità Montana Zona del Gelbison e Cervati.

## Geografie
Die Nachbargemeinden sind Ascea, Casal Velino, Ceraso, Salento, Vallo della Lucania. Die Ortsteile sind Pantana und Velina.

## Partnergemeinde
Die Partnergemeinde ist die Gemeinde Ispringen in Baden-Württemberg. Der Partnerschaftsvertrag besteht seit 2014.